# Мартінсбург (Огайо)
Мартінсбург (англ. Martinsburg) — селище (англ. village) в США, в окрузі Нокс штату Огайо. Населення — 222 особи (2020).

## Географія
Мартінсбург розташований за координатами 40°16′11″ пн. ш. 82°21′16″ зх. д. / 40.26972° пн. ш. 82.35444° зх. д. (40.269753, -82.354372).  За даними Бюро перепису населення США в 2010 році селище мало площу 0,46 км², з яких 0,46 км² — суходіл та 0,00 км² — водойми.

## Демографія
Згідно з переписом 2010 року, у селищі мешкало 237 осіб у 97 домогосподарствах у складі 62 родин. Густота населення становила 516 осіб/км².  Було 110 помешкань (240/км²).
Расовий склад населення:
| - 93,7 % — білих - 1,7 % — чорних або афроамериканців - 1,3 % — корінних американців - 0,4 % — азіатів |

До двох чи більше рас належало 2,5 %. Частка іспаномовних становила 0,0 % від усіх жителів.
За віковим діапазоном населення розподілялося таким чином: 27,8 % — особи молодші 18 років, 57,0 % — особи у віці 18—64 років, 15,2 % — особи у віці 65 років та старші. Медіана віку мешканця становила 37,6 року. На 100 осіб жіночої статі у селищі припадало 107,9 чоловіків;  на 100 жінок у віці від 18 років та старших — 106,0 чоловіків також старших 18 років.
Середній дохід на одне домашнє господарство  становив 43 703 долари США (медіана — 42 639), а середній дохід на одну сім'ю — 47 563 долари (медіана — 43 281). Медіана доходів становила 38 125 доларів для чоловіків та 20 179 доларів для жінок. За межею бідності перебувало 10,1 % осіб, у тому числі 16,4 % дітей у віці до 18 років та 15,9 % осіб у віці 65 років та старших.
Цивільне працевлаштоване населення становило 125 осіб. Основні галузі зайнятості: роздрібна торгівля — 28,8 %, виробництво — 20,8 %, будівництво — 10,4 %, мистецтво, розваги та відпочинок — 8,8 %.